# Дубрава (кварт)
Дубрава је традиционалан део града Загреба, смештен источно од Максимирске шуме, а западно од Сесвета.
Кроз Дубраву пролази истоимена авенија.
По уређењу града Загреба из 1999. године дели се на Горњу Дубраву и Доњу Дубраву.